# EISPACK
EISPACK ist eine Programmbibliothek in numerischer linearer Algebra (Berechnung von Eigenwerten und Eigenvektoren von Matrizen), die 1972 bis 1973 am Argonne National Laboratory unter Leitung von Brian T. Smith zusammengestellt wurde. Die Bibliothek ist in Fortran geschrieben und war von Anfang an frei verfügbar. Ausgangspunkt waren ursprünglich in ALGOL geschriebene Algorithmen von James H. Wilkinson. Beteiligt an der Entwicklung von EISPACK war auch Jack Dongarra, der damals noch Student war, und später an der Entwicklung von LINPACK und LAPACK wesentlich beteiligt war, den Nachfolgern von EISPACK für fortgeschrittenere Rechnerarchitekturen.